# Platynotini
Platynotini (лат.) — триба жуков из семейства чернотелок. 70 родов и около 500 видов. 

## Описание
Жуки-чернотелки, которые отличаются от близких групп следующим признаком: гула (горло) со стридуляторной поверхностью (покрыта поперечными тонкими ребрышками и бороздками). Большинство родов обитает в Африке, некоторые — в Юго-Восточной Азии, род Alaetrinus — в Америке, а Opatrinus — в неотропической экозоне.

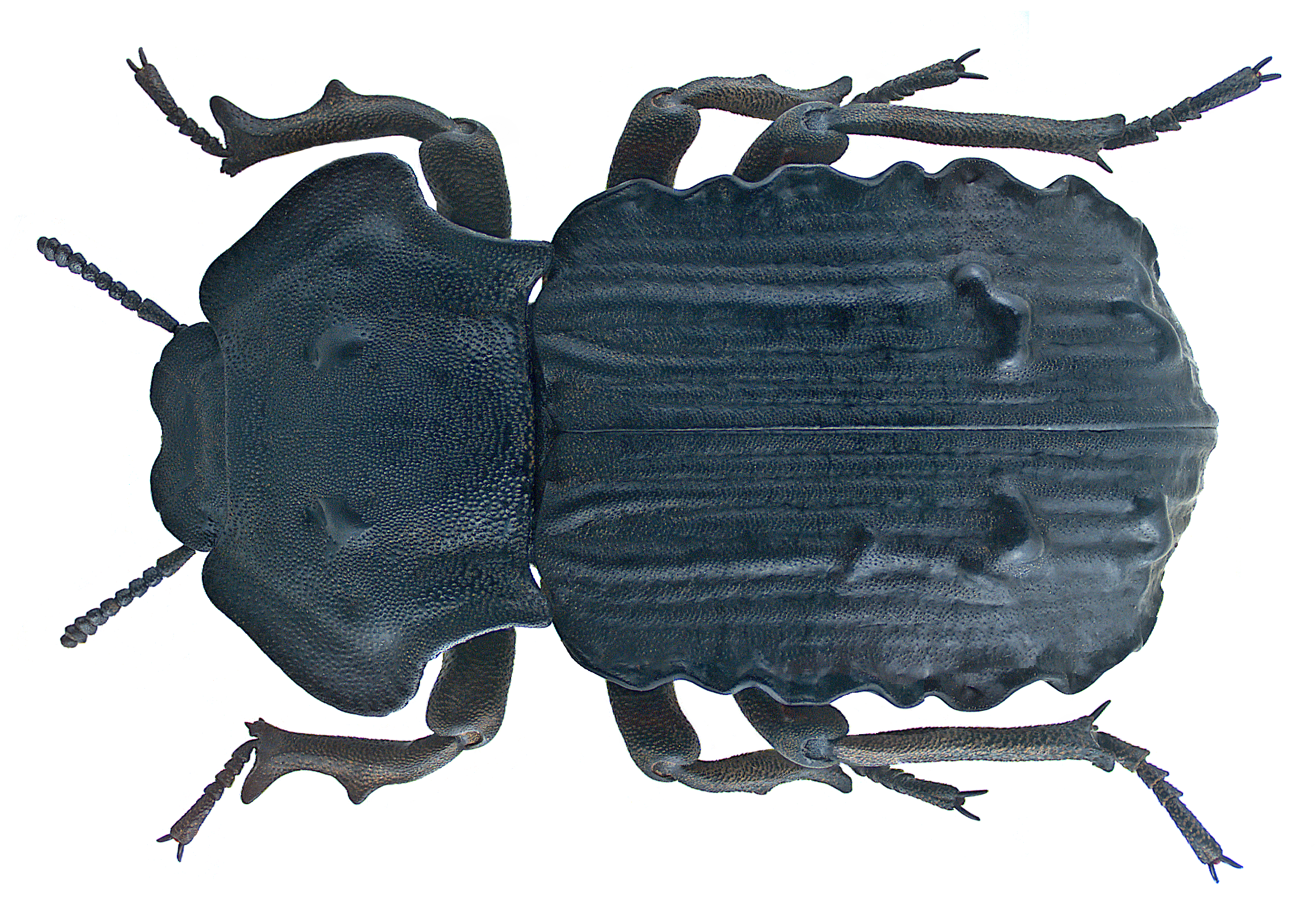
Anomalipus heraldicus
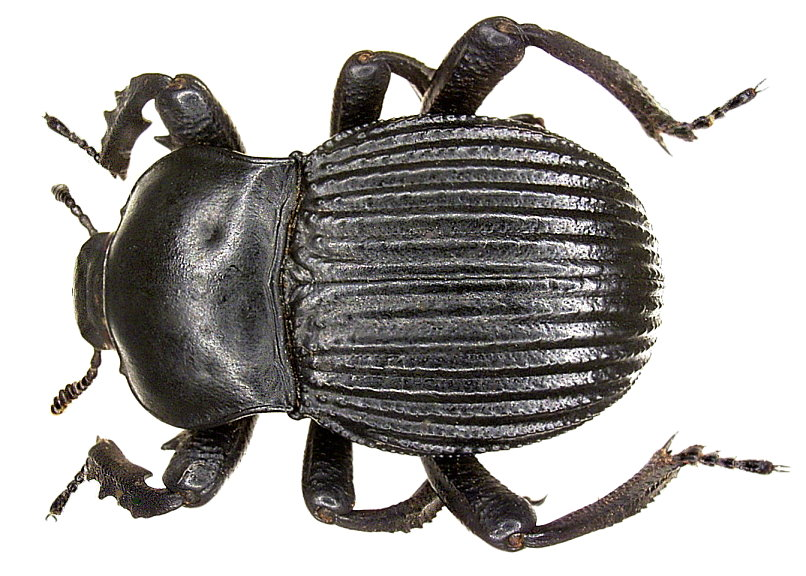
Gonopus tibialis
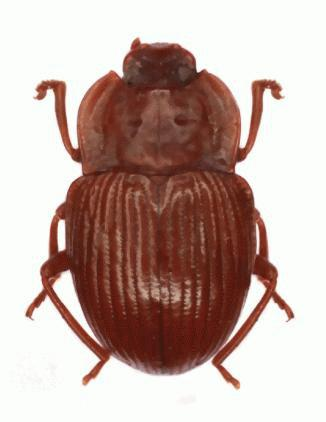
Ectateus ghesquierei
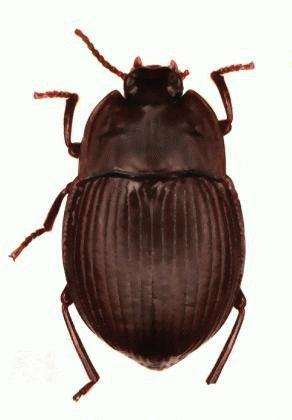
Eleoselinus villiersi
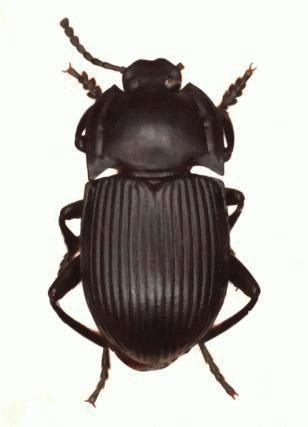
Selinus plicicollis
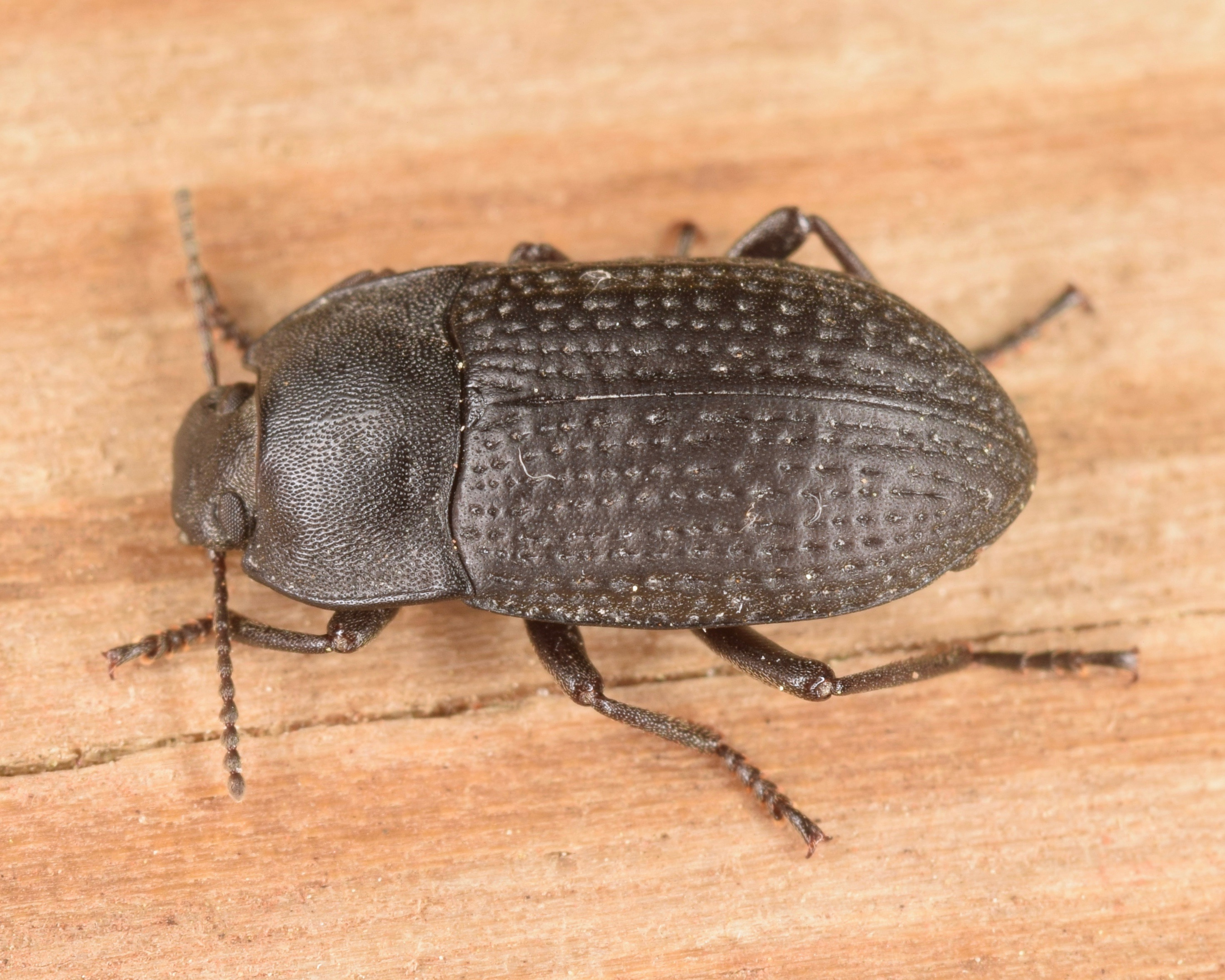
Alaetrinus minimus

## Систематика
70 родов и около 500 видов, вторая по численности триба подсемейства (после Opatrini). В исследовании Kamiński et al. опубликованном в 2021 году, Platynotini и шесть других триб (Amphidorini, Blaptini, Dendarini, Opatrini, Pedinini, Platyscelidini) были исключены из подсемейства Tenebrioninae и выделены в восстановленное и реклассифицированное подсемейство Blaptinae. Эти трибы включают 281 родов и около 4000 видов, что составляет около 50 % Tenebrioninae. Эту новую классификацию поддержали Bouchard et al. в том же году. При этом трибы образуют две клады: (((Platynotini+Pedinini)+Dendarini)+Opatrini)+((Blaptini+Platyscelidini)+Amphidorini).
- Adamus Iwan, 1997 (Индомалайя)
- Alaetrinus Iwan, 1995 (Северная Америка и Неотропика)
- Amblychirus Koch, 1956 (тропическая Африка)
- Anchophthalmops Koch, 1956 (Северная Америка и Индомалайя)
- Anchophthalmus Gerstaecker, 1854 (тропическая Африка)
- Angolositus Koch, 1955 (тропическая Африка)
- Anomalipus Guérin-Méneville, 1831 (тропическая Африка)[9]
- Atrocrates Koch, 1956 (тропическая Африка)
- Atrocrypticanus Iwan, 1999 (тропическая Африка)
- Bantodemus Koch, 1955 (тропическая Африка)
- Byrrhoncus Koch, 1954 (тропическая Африка)
- Capidium Koch, 1954 (тропическая Африка)
- Clastopus Fairmaire, 1898 (тропическая Африка)
- Claudegirardius Iwan, 1999 (тропическая Африка)
- Colophonesthes Koch, 1954 (тропическая Африка)
- Colpotinoides Kaszab, 1975 (тропическая Африка)
- Crypticanus Fairmaire, 1897 (тропическая Африка)
- Doyenus Iwan, 1996 (тропическая Африка)
- Ectateus Koch, 1956 (тропическая Африка)
- Eleoselinus Kaminski, 2014 (тропическая Африка)
- Eucolus Mulsant & Rey, 1853 (Индомалайя)
- Eurynotus W. Kirby, 1819 (тропическая Африка)
- Eviropodus Koch, 1956 (тропическая Африка)
- Glyptopteryx Gebien, 1910 (тропическая Африка)
- Gonopus Latreille, 1828 (тропическая Африка)[10]
- Heteropsectropus Kaszab, 1941 (тропическая Африка)
- Hirtograbies Koch, 1954 (тропическая Африка)
- Hovademus Iwan, 1996 (тропическая Африка)
- Isoncophallus Koch, 1954 (тропическая Африка)
- Lechius Iwan, 1995 (тропическая Африка)
- Madobalus Fairmaire, 1901 (тропическая Африка)
- Melanocratus Fairmaire, 1895 (тропическая Африка)
- Melanopterus Mulsant & Rey, 1854 (тропическая Африка)
- Menearchus Carter, 1920 (тропическая Африка)
- Menederes Solier, 1848 (тропическая Африка)
- Menederopsis Koch, 1954 (тропическая Африка)
- Monodius Koch, 1956 (тропическая Африка)
- Nesopatrum Gebien, 1921 (тропическая Африка)
- Notocorax Dejean, 1834 (Индомалайя)
- Ograbies Péringuey, 1899 (тропическая Африка)
- Oncotus Blanchard, 1845 (тропическая Африка)
- Opatrinus Dejean, 1821 (Неотропика)[11]
- Parabantodemus Iwan, 2000 (тропическая Африка)
- Paraselinus Kaminski, 2013 (тропическая Африка)
- Penthicoides Fairmaire, 1896 (Индомалайя)
- Phaleriderma Koch, 1954 (тропическая Африка)
- Phallocentrion Koch, 1956 (тропическая Африка)
- Phylacastus Fairmaire, 1897 (тропическая Африка)
- Phymatoplata Koch, 1956 (тропическая Африка)
- Platyburak Iwan, 1990 (Индомалайя)
- Platyburmanicus Iwan, 2003 (Индомалайя)
- Platycolpotus Iwan, 1997 (Индомалайя)
- Platynotoides Kaszab, 1975 (Индомалайя)
- Platynotus Fabricius, 1801 (Индомалайя)
- Pokryszkiella Iwan, 1996 (тропическая Африка)
- Psectrapus Solier, 1848 (тропическая Африка)
- Pseudoblaps Guérin-Méneville, 1834 (Палеарктика и Индомалайя)
- Pseudonotocorax Iwan, 1997 (Индомалайя)
- Pteroselinus Kaminski, 2015 (тропическая Африка)
- Rugoplatynotus Kaszab, 1975 (Индомалайя)
- Schelodontes Koch, 1956 (тропическая Африка)
- Schyzoschelus Koch, 1954 (тропическая Африка)
- Sebastianus Iwan, 1996 (тропическая Африка)
- Selinopodus Koch, 1956 (тропическая Африка)
- Selinus Mulsant & Rey, 1853 (тропическая Африка)
- Stenogonopus Gebien, 1938 (тропическая Африка)
- Stridigula Koch, 1954 (тропическая Африка)
- Styphacus Fairmaire, 1901 (тропическая Африка)
- Trigonopus Mulsant & Rey, 1853 (тропическая Африка)
- Upembarus Koch, 1956 (тропическая Африка)
- Zidalus Mulsant & Rey, 1853 (Палеарктика и тропическая Африка)
- Zophodes Fåhraeus, 1870 (тропическая Африка)

Примечание: Род чернотелок Cosmogaster Koch, 1956 был переименован в Kochogaster Kamiński & Raś, 2011 (с двумя видами Kochogaster gerardi Kamiński & Dariusz, 2017 и Kochogaster impressicollis (Fairmaire, 1897)) из-за омонимии с долгносиками рода Cosmogaster Faust, 1904 (Cleonini, Curculionidae).